# 星屑番外地
『星屑番外地』（ほしくずばんがいち）は、イダタツヒコによる日本の漫画作品。『月刊サンデージェネックス』（小学館）にて2009年7月号から2010年9月号まで連載されていた。全3巻。実質的に打ち切られたため未完。

## 概要
本作は、人間と異星人と魔が共存する架空の街『巳楢木県（みならぎけん）怖巻市（おぞまきし）』を舞台に、巫女である紗乙女烈香が街で起こる様々な事件を解決していく日常を描いた物語である。ほぼ一話完結式で進行する。
連載が開始された月刊サンデージェネックス2009年7月号で、『鋼の錬金術師』の作者荒川弘より激励のメッセージが寄せられた。また、単行本第一集発売の際にもコメントとイラストを寄せられている。
本作は2010年9月号をもって打ち切りのため連載終了となった。そのため物語は完結しておらず、未完のままになっている。その旨については、作者のイダタツヒコが自身のホームページ『道楽者の泉』や第3集の表紙の袖で「怖巻の世界を完全に閉じる勇気がなかった」とコメントしている。
単行本のカバーの下には、漫画家を目指して怖巻市にやって来た異星人（ケルメル星人）、響田一太郎の日記（裏表紙に記載）と、その日記に書かれたと思われる場面の写真（表紙）が掲載されている。

## あらすじ
人間、宇宙人、魔が同居する巳楢木県怖巻市。人呼んで『星屑番外地』。
街のトラブルバスターとして一目置かれていた巫女の紗乙女烈香は、ある日、一人の少女から、とある少年を探してほしいと依頼を受ける。

## 舞台設定

### 巳楢木県 怖巻市
10年前に外宇宙から「船」が墜落し、旧怖巻市を消滅させ、直径30kmのクレーターが出現。しかし、その自然環境はわずか一週間で回復し、その後も非常な勢いで緑が拡がっていった。落下したものは、惑星改造用のプラントだったためであり、地球の自然環境が上書きされようとしていた。
そこで、静観を決めこんでいた異星人の連盟はやむなく日本政府とコンタクトする。プラントの影響を最小限にとどめるために、クレーター内を特別区域とし、日本政府のみと制限つきの外交を開始する。
外宇宙からやってくる異星人のために実験的に街が築かれたのが8年前。また、地球人も、この地の税金の安さ、現代社会の閉塞感からの脱出、新たな市場などさまざまなものを求め、この街へやってきた。その結果、異星人と地球人がそれぞれの治外法権で守られた宇宙でも稀有な街として、誕生した。また、異星人たちがこの街に入る際には、入国管理室により、外見と能力を地球人同様に調整される。

### 虚壺神社（うろこじんじゃ）
10年前に、怖巻の中心であるこの場所に惑星改造用プラントを積んだ宇宙船が墜落した。そこから大量の植物細胞があふれ出したことがきっかけで、この地に眠っていたCクラス超越体『龍神』組織細胞と融合増殖し、怖巻全体に根を張り巡らせた。この神社の樹は、そのすべての根の元に生えている。また、眠る龍神の本体である中心核『龍頭』は、宇宙の衛星軌道上にある『本殿』に隔離され、完全に目覚めることはない。
そして5年前に、入国管理室の人間矢端のもとで家族同然に暮らしていた紗乙女烈香、花園刳女、そして岳史の三人で新しい虚壺神社がスタートした。
しかし2年前、刳女が裏社会とつながりをもち、烈香と対立する。追い詰められた刳女は、樹の細胞を暴走させ、龍神を復活させることで、怖巻を消滅させようとする。烈香は彼女をたたき出すことに成功するが、樹の細胞の暴走は止まらず、岳史が自らの体と樹を一体化させることにより暴走を食い止めた。岳史は、今もなお樹の中に存在し、烈香と刳女の因縁は続いたまま、現在に至る。

## 主な登場人物

### 虚壺神社
紗乙女烈香（さおとめ れっか）
本作の主人公。虚壺神社の巫女で正階宮司。また、草野球チーム『ゴッド・マルス』の主砲打者。20歳。一人称は「オレ」（ただし矢端と会話するときは「私」になり、女性らしく振舞おうとする）。街のトラブルバスターを務めており、大幣代わりの特製バットで悪を祓う。
男勝りで喧嘩好きな凶悪な面がありながらも、面倒見が良い。意外にシャイな一面もある。いつも爪楊枝をくわえ、下駄を履いている。巫女なのに、巫女の着物を着ることが大嫌い（似合わないと気にしている）で、露出の多い服装を好む。
10歳のころ、旧怖巻市の中心にある虚壺神社に宇宙船が落下したことで、巻き込まれた彼女の体は一瞬で蒸発しようとした。しかし、神社の下に眠る龍神が死にゆく彼女の意識に語りかけ、その組織細胞が彼女の意識を覆い、肉体を再構築させたことで、一命を取り留める。超越体と融合した彼女の体は、傷ついても即座に治癒する強力な回復力を持っているが、一方でリスクやデメリットも高い。樹の根とのつながりがある彼女は龍神のストッパーの役割であり、そのため多くのエネルギーが必要となってくるため、彼女は多くの食事を摂らなければならない。そのため、彼女は大食い。空腹が限界に達すると理性を失い、地の中で眠る龍神が暴走を始める。最悪の場合、怖巻だけでなく、地球や宇宙にまで滅亡の危機にさらされる恐れがある。
かつて家族同然に暮らした矢端に想いを寄せている。ちなみに携帯端末の着信メロディは「目覚めよと呼ぶ声あり」。
紗乙女ケン太
烈香が一年間身柄を預かることになった居候の少年。推定14歳。眼鏡をかけている。今の名前は烈香によってつけられた仮の名前。ココトの宇宙船の墜落に居合わせたのだが、交通事故で記憶喪失になり、両親が他界したと、本人に伝えられている。
宇宙船の墜落で瀕死の重傷を負い、ココトらによって修復され現在に至る。ココトが自分の頭部の中に居候していることは知らない。
ココト
宇宙人の姫。母星の王権争いから逃亡し、怖巻の治外法権を頼ってやって来る。小人のような姿をしている。
自身の宇宙船の墜落に巻き込まれ、肉体に深刻な重傷を負ってしまったケン太の回復をサポートするため、ケン太の頭部に居候している。彼女が外に顔を出している間はケン太の意識が停止し、彼を動かすことができる。
キリフミ
虚壺神社の禰宜見習い。依頼にきたコミチにセクハラまがいのことをしたりと、女癖が悪いらしく、彼曰く「女性と二時間以上離れてると死ぬ」。
実は宇宙連盟の監視役を務めている模様。烈香たちは知らず、この事実を目の当たりにしたココトはその記憶を消されてしまう。
岳史（たけし）
刳女と同じくアブダクションから還った孤児の少年。無邪気な心優しい性格で、烈香と刳女が喧嘩をするたび仲裁していた。
かつて烈香や、刳女、矢端と家族同然に暮らし、5年前に烈香と刳女とともに神社のスタッフとして務めていた。しかし、2年前に刳女が暴走させた龍神細胞をくい止めるべく、自らを樹と一体化させた。

### 異星人たち
二ノ宮タマ子（にのみや　たまこ）
烈香常連の店『喫茶猫道』のウエイトレスで草野球チーム『近宮SKANDA（イダテン）』の投手。関西弁を話す。烈香とはケンカ友達のような存在。
凄腕の宇宙傭兵だった過去を持ち、右腕は機械化された義手である。普段の姿は本来の姿ではない。猫好き。
コミチ
ココトの侍女。元々地球人と似た外見をしている。ココトに対し、深い忠誠心をもつ。
現在はココトの側にいるために、ケン太と同じ中学に通っている。頭部の中にいるココトを守るために常にケン太の側にいるようにしていたが、自分が事故に巻き込まれそうになったところをケン太に庇われたことがきっかけで、彼に恋心を抱くようになる。
クネクネ団
小規模な犯罪グループで、主な活動は密輸だったが、最近巨大なスポンサーがついたことで人身売買に手を染めるようになった。緑のジャージに背中に埴輪のマークが特徴。
ケン太を誘拐したが、烈香により成敗される。

### 怖巻市の住人
一みなも（いちもんじ みなも）
神社がある雑居ビルの管理人の少女で、『美女で野獣』の主人公・一茜の娘。母同様、古くから伝わる武道の流派『鬼首流』の使い手。
田々中（たたなか）
草野球チーム『ゴッド・マルス』の監督兼スポーツ用具店の店長。入国管理室経由で烈香に特製バットを売る。

### 入国管理室
矢端（やはた）
烈香が想いを寄せている入国管理室の人間。かつては烈香や刳女、岳史とともに家族同然に暮らしていた。10年前の宇宙船墜落時に、超越体と融合したことで人間の心を失いかけていた烈香を支えたことで、彼女にとっての大きな存在となる。
演出上、彼の素顔は見ることができないようになっている。

### 刑事
戸側（とがわ）
ベテランの刑事。かつて怖巻が徒来の型で日本の警察システムを適用するにあたり発足された、第一期警察機構の警察官だった。
烏口清光（からすぐち　きよみつ）
外から来た長身の新人刑事。26歳。独身。童貞。地鎮祭の時に「ニギられた」（正確には、握手をした時に強く手を握られた）ことがきっかけで烈香に惚れる。

### 蜜狼会
花園刳女（はなぞの くるめ）
蜜狼会の二代目組長の女性で、岳史と同じくアブダクションから解放され、宇宙から還った孤児。眼鏡をかけている。頭が切れ、冷酷で破壊好きな性格。
かつては彼女も烈香と同じ、虚壺神社の巫女だった。彼女にとって、家族も同然に暮らした矢端は父親同然であり、初恋の人でもある。2年前に裏社会とつながり、烈香と対立したことで怖巻を消し去ろうとした。腹部に烈香によって2年前につけられたと思われる大きな傷があり、現在はそこに反陽子爆弾が仕込まれているという。
組が経営する野球チーム『鷹風HYDRAS（たかぶりハイドラーズ）』の監督も兼任する。自称ウワバミだが、酒癖は悪いようだ。
鉤崎右近（かぎざき うこん）
蜜狼会の若頭。刳女が組長になる前、蜜狼会を宇宙との闇ルートを利用し、怖巻を自らの手にした上で、宇宙への進出を目論んだ。「伯爵」と呼ばれているが、その理由は不明。
ショゴス
人工生命体の一種。刳女が二代目組長になったのを期に組員の8割がこれにすりかわっていた。人間の臓器をもたない。

## 単行本
- 小学館〈サンデージェネックスコミックス〉全3巻
  1. ISBN 978-4-09-157194-6
  2. ISBN 978-4-09-157217-2
  3. ISBN 978-4-09-157237-0

## 関連作品
- 美女で野獣